# Anita Hill
Anita Faye Hill (Lone Tree, Oklahoma, 30 juli 1956) is een Amerikaans hoogleraar. Ze is hoogleraar in sociaal beleid, rechten en vrouwenstudies aan de Brandeis-universiteit en lid van de faculteit van Brandeis Heller School voor sociaal beleid en management. Ze werd landelijk bekend in 1991, toen ze haar leidinggevende Clarence Thomas, die was genomineerd voor het Amerikaanse Hooggerechtshof, beschuldigde van seksuele intimidatie.

## Jeugd
Hill was de jongste van dertien kinderen van Albert en Erma Hill, een boerengezin in Lone Tree, in Oklahoma. Haar familie komt uit Arkansas, waar haar grootvader van moederskant, Henry Eliot, en al haar overgrootouders in slavernij waren geboren. Zij kreeg een Baptistische opvoeding.
In 1977 behaalde zij aan de Oklahoma State University een bachelor in de psychologie (cum laude) en in 1980 aan Yale Law school een doctorsgraad in de rechten (met lof).
Ze werd in 1980 toegelaten tot de balie van het District Columbia en begon haar loopbaan als medewerker van de firma Wald, Harkrader & Ross in Washington D.C. In 1981 werd ze adviseur van Clarence Thomas, assistent-secretaris van het Bureau voor burgerrechten van het ministerie van Onderwijs. Toen Thomas in 1982 voorzitter werd van de Equal employment opportunity commission (Commissie voor gelijke behandeling in het werk, EEOC), ging Hill tot 1983 mee als zijn assistent.
Van 1983 tot 1986 was ze assistent-hoogleraar aan de Evangelisch-Christelijke O.W. Coburn Law School op de Oral Roberts Universiteit. In 1986 werd zij lid van de rechtenfaculteit van de Universiteit van Oklahoma, waar ze handelsrecht en contracten doceerde.

## Seksuele intimidatie door Clarence Thomas
In 1991 nomineerde president George Bush Clarence Thomas, toen federaal rechter van het Hof van beroep, om de gepensioneerde rechter van het Hooggerechtshof Thurgood Marshall op te volgen. De hoorzittingen in de senaat over zijn aanstelling werden in eerste instantie afgerond, waarbij het goede karakter van Thomas werd gepresenteerd als zijn belangrijkste kwalificatie voor het Hooggerechtshof, want hij was slechts iets meer dan een jaar rechter geweest. Er was weinig verzet tegen zijn benoeming en de aanstelling leek verzekerd, tot de FBI een verslag van een privé-interview van Hill naar de pers lekte. De hoorzitting werd daarop heropend, en Hill werd opgeroepen om in het openbaar te getuigen. In de hoorzitting van oktober 1991 verklaarde Hill dat Thomas haar had lastiggevallen terwijl hij haar leidinggevende was op het ministerie van Onderwijs en bij de EEOC. Toen gevraagd werd waarom ze Thomas volgde naar de tweede baan nadat hij had haar zou hebben lastiggevallen, antwoordde ze dat het haar ambitie was te werken op een gerenommeerde positie op het gebied van de burgerrechten. Ze realiseerde zich pas later in haar leven dat deze ambitieuze onderneming een slechte beslissing was en legde ook uit dat in die tijd de seksuele toenaderingen leken te zijn geëindigd.
Volgens Hill vroeg Thomas haar vele malen mee uit tijdens haar twee jaar als zijn assistent, en toen ze weigerde, gebruikte hij werksituaties om seksuele onderwerpen te bespreken. "Hij sprak over (...) zaken als vrouwen die seks met dieren hadden en films met beelden van groepsseks of verkrachtingsscènes," zei ze, waaraan ze toevoegde dat Thomas bij verschillende gelegenheden plastisch "zijn eigen seksuele bekwaamheid" beschreef en de details van zijn anatomie. Ze noemde ook een voorbeeld waarin Thomas een blikje cola op zijn bureau bekeek en vroeg: "Wie heeft er schaamhaar op mijn coke gedaan?" Tijdens de hoorzitting suggereerde de Republikeinse senator Orrin Hatch dat Hill samenwerkte met "gladde advocaten en belangenorganisaties die Thomas' kansen bij de rechtbank wilden vernietigen".
Naar verluidt wilden vier vrouwelijke getuigen Hills geloofwaardigheid ondersteunen, maar zij werden niet opgeroepen, als gevolg van wat de Los Angeles Times beschreef als een compromis tussen de Republikeinen en de voorzitter van de Senate Judiciary Committee, de Democraat Joe Biden. Volgens Time magazine kon een van de getuigen, Angela Wright, niet als geloofwaardig worden beschouwd op het gebied van seksuele intimidatie, omdat ze door Thomas bij de EEOC was ontslagen.
Thomas ontkende de beschuldigingen heftig en zei dat hij werd onderworpen aan een "hightech lynchpartij" door blanke liberalen die een zwarte conservatief wilden verhinderen zitting te nemen in het Hooggerechtshof. Na een uitgebreide discussie stemde de senaat met 52 stemmen voor en 48 stemmen tegen de benoeming van Thomas, de kleinste marge sinds de negentiende eeuw.
Twijfels over de waarheid van Hills getuigenis hielden lang aan nadat Thomas zijn plaats aan het Hof had ingenomen. Deze twijfels werden bevorderd door het boek De echte Anita Hill van David Brock uit 1993, hoewel hij later de beweringen in zijn boek herriep als een "aanslag op je goede naam" en tegenover Hill zijn excuses maakte. Na interviews met een aantal vrouwen die beweerden dat Thomas vaak seksueel expliciete opmerkingen tegen hen maakte, schreven Wall Street Journal-journalisten Jane Mayer en Jill Abramson een boek waarin geconcludeerd werd dat Thomas had gelogen tijdens het benoemingsproces.
In 2007 publiceerde Thomas zijn autobiografie Mijn grootvaders zoon, waarin hij opnieuw de controverse beschreef en Hill zijn "meest verraderlijke tegenstander" noemde. Hij beschreef haar persoon als lichtgeraakt en snel overreagerend, en haar werk bij de EEOC als middelmatig. Hij schreef ook dat de enige reden waarom Hill een baan in de regering-Reagan had, was dat hij haar die gegeven had. Hill ontkende deze beschuldigingen in een opiniestuk in The New York Times, en schreef dat ze niet stil zou toezien hoe Thomas haar, in zijn woede, opnieuw zou zwartmaken.

### Gevolgen van de controverse
Kort na de benoeming van Thomas gaf president Bush zijn verzet tegen een wetsvoorstel op dat slachtoffers van seksuele intimidatie het recht gaf op schadevergoeding en eerherstel. Deze wet werd vervolgens aangenomen door het Congres. Een jaar later werden er vijftig procent meer klachten over seksuele intimidatie ingediend bij de EEOC en was de publieke opinie veranderd in Hills voordeel. Particuliere bedrijven begonnen ook met trainingsprogramma's om seksuele intimidatie te bestrijden. Toen journalist Cinny Kennard Hill in 1991 vroeg of ze opnieuw tegen Thomas zou getuigen, antwoordde Hill "Ik weet niet of ik met mezelf had kunnen leven als ik die vragen anders beantwoord zou hebben."
De wijze waarop de Senate Judiciary Committee omging met Hills beschuldigingen van seksuele intimidatie zette kwaad bloed bij vrouwelijke politici en advocaten. Volgens Eleanor Holmes Norton, afgevaardigde in het Congres, droeg de behandeling van Hill bij aan de verkiezing van het grote aantal vrouwen voor het Congres in 1992. In hun bloemlezing Alle vrouwen zijn wit, de zwarten zijn mannen, maar sommigen van ons zijn moedig beschreven de redacteuren zwarte feministen die een opmerkelijk antwoord op de Anita Hill – Clarence Thomas controverse mobiliseerden.
In 1992 begon een feministische groep een landelijke fondsenwervingscampagne en verkreeg de benodigde fondsen om ter ere van Hill een bijzondere leerstoel aan de rechtenfaculteit van de Universiteit van Oklahoma op te richten. Conservatieve wetgevers van Oklahoma reageerden met de eis dat Hill ontslag moest nemen bij de universiteit. Tevens voerden zij een wet in die de universiteit verbood schenkingen te aanvaarden van bewoners van buiten de staat, en ten slotte poogden zij de rechtenfaculteit te sluiten. Medewerkers van de universiteit probeerden Hills mandaat in te trekken en na vijf jaar druk nam Hill ontslag.  De rechtenfaculteit hief de Anita F. Hill-leerstoel in mei 1999 op zonder dat de post ooit werd bezet.

## Latere loopbaan

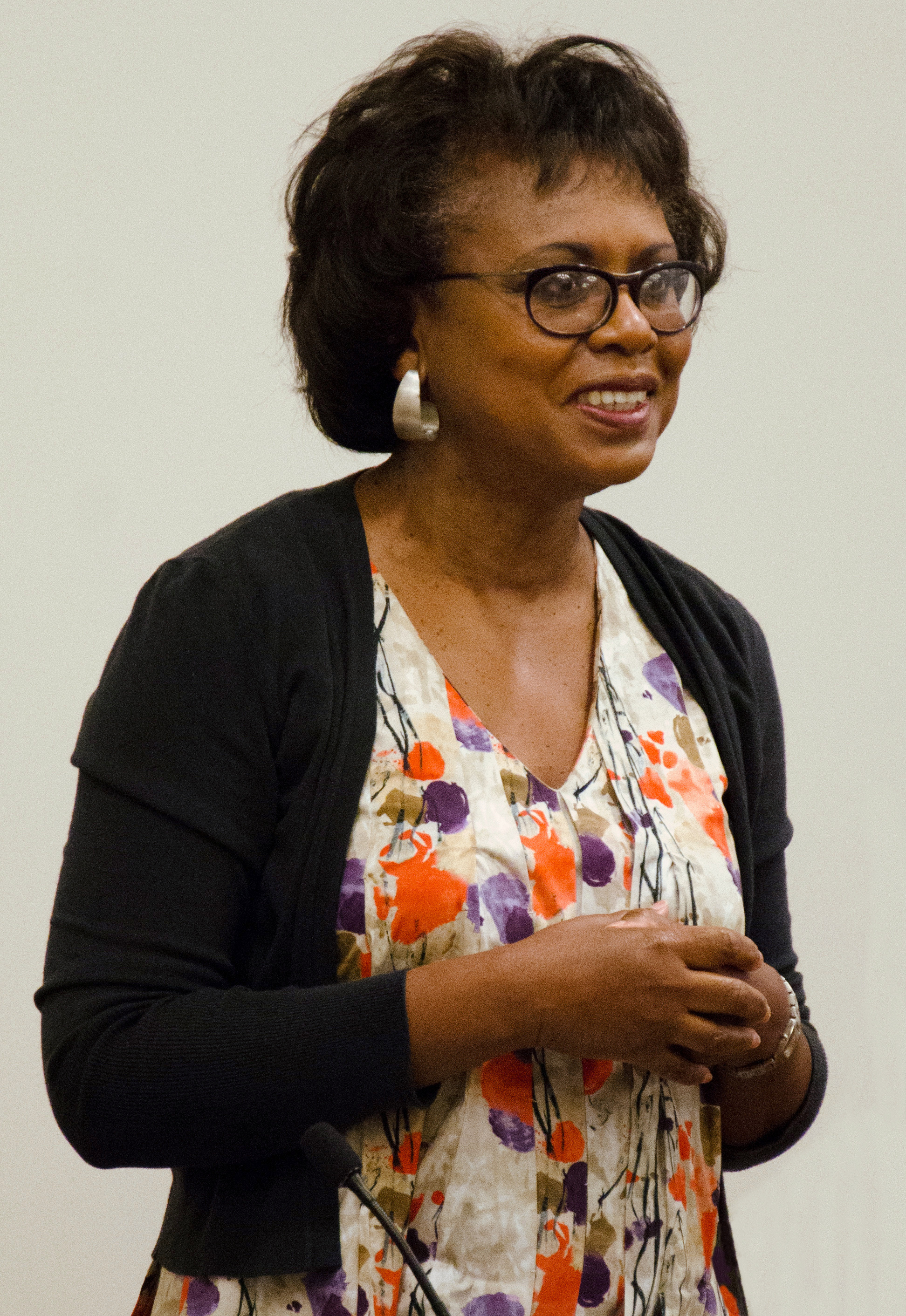
Hill in 2014 bij een lezing op Harvard Law School

Hill bleef lesgeven aan de Universiteit van Oklahoma, hoewel ze twee jaar als gasthoogleraar in Californië werkte. Ze nam in oktober 1996 ontslag en maakte het laatste onderwijssemester af. In haar laatste semester gaf ze een seminar over burgerrechten.
Hill nam in januari 1997 een aanstelling aan als gasthoogleraar aan het Instituut voor de studie van sociale verandering aan de Universiteit van Californië - Berkeley, maar werd al snel lid van de faculteit van de Brandeis-universiteit — eerst bij Vrouwenstudies, later aan de Heller school voor sociaal beleid en management. In 2011 nam ze ook een adviseurspositie aan bij de praktijk voor burgerrechten & werkgelegenheid van advocatenkantoor Cohen Milstein Sellers & Toll.
Door de jaren heen heeft Hill op tv commentaar gegeven op problemen met betrekking tot gender en ras. Zij is spreker over de onderwerpen handelsrecht, ras en de rechten van de vrouw. Ze schreef artikelen in The New York Times en in Newsweek en droeg bij aan vele wetenschappelijke en juridische publicaties op het gebied van het internationale handelsrecht, faillissementsrecht en burgerrechten.
In 1995 was Hill samen met Emma Coleman Jordan co-redacteur van Ras, sekse en macht in Amerika: De erfenis van de Hill-Thomas hoorzittingen. In 1997 publiceerde ze haar autobiografie Speaking truth to power, waarin ze haar rol in de controverse rond Clarence Thomas optekende en schreef dat het creëren van een betere samenleving een drijvende kracht was in haar leven. Ze droeg het artikel "De aard van het beest: seksuele intimidatie" bij aan de bloemlezing uit 2003 Zusterschap is voor eeuwig: de vrouwenanthologie voor een nieuw millennium, bewerkt door Robin Morgan. In 2011 publiceerde zij haar tweede boek, Reimagining gelijkheid: de verhalen van geslacht, ras en thuiskomen, dat gaat over de leningencrisis die leidde tot de gedwongen verkoop van een groot aantal woningen in eigendom van Afro-Amerikanen. Ze pleitte voor een nieuw begrip van het belang van een huis en de plaats daarvan in de Amerikaanse droom. Op 26 maart 2015 promoveerde  de Brandeis Raad van bestuur Hill tot hoogleraar aan de Universiteit van sociaal beleid, wetgeving en vrouwenstudies.
Op 16 december 2017 werd de Commissie inzake seksuele intimidatie en bevordering van gelijkheid op de werkplek gevormd, en Hill werd verkozen om de aanklachten tegen seksuele intimidatie in de entertainmentindustrie te leiden.
In september 2018 schreef Hill een opiniestuk in The New York Times over de beschuldiging door Christine Blasey Ford van seksuele intimidatie door Brett Kavanaugh bij zijn voordracht voor het Hooggerechtshof.